# Ursinia speciosa
Ursinia speciosa es una especie de planta fanerógama, perteneciente a la familia Asteraceae. Es originaria del sur de África. 

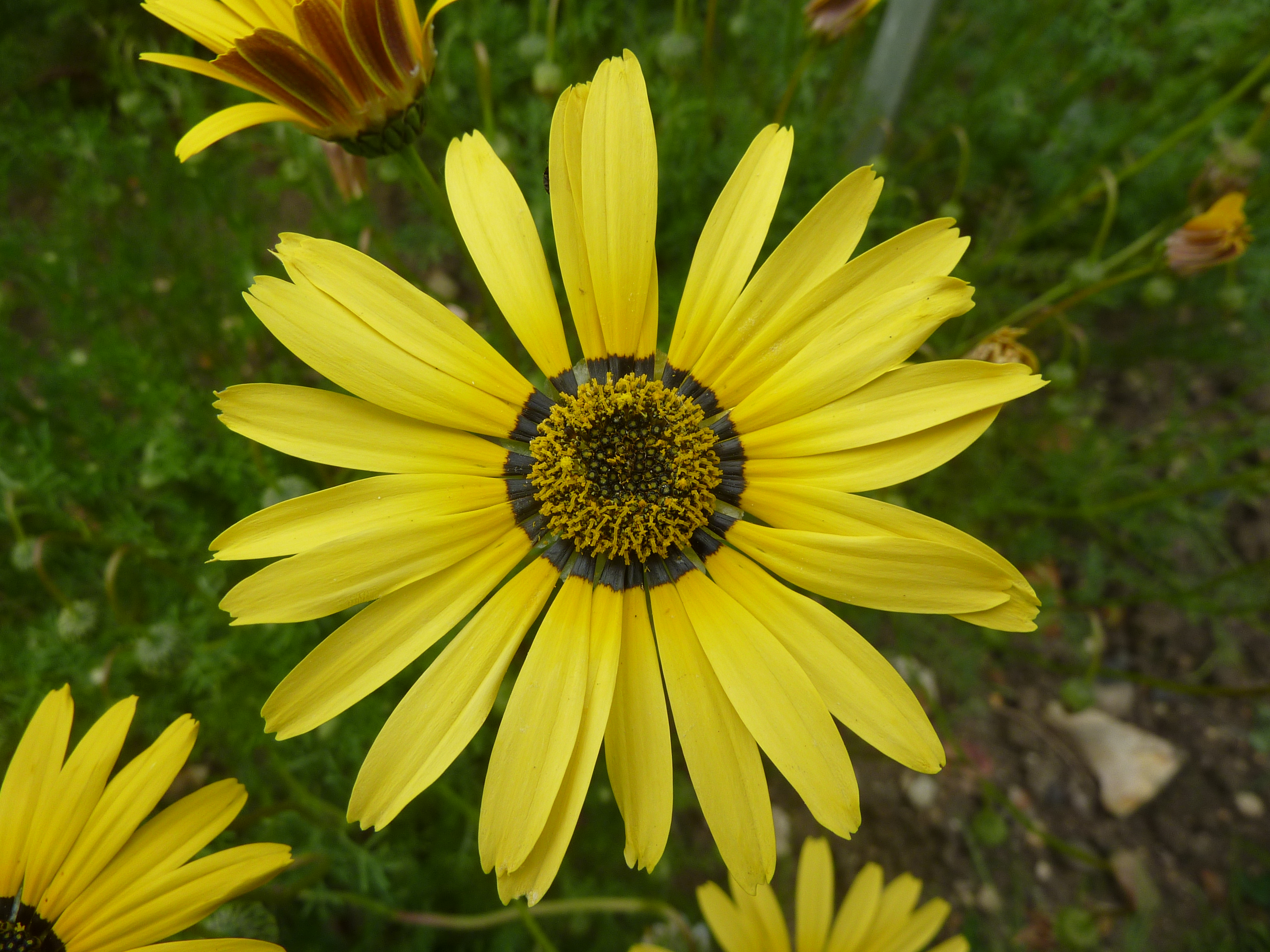
Flor

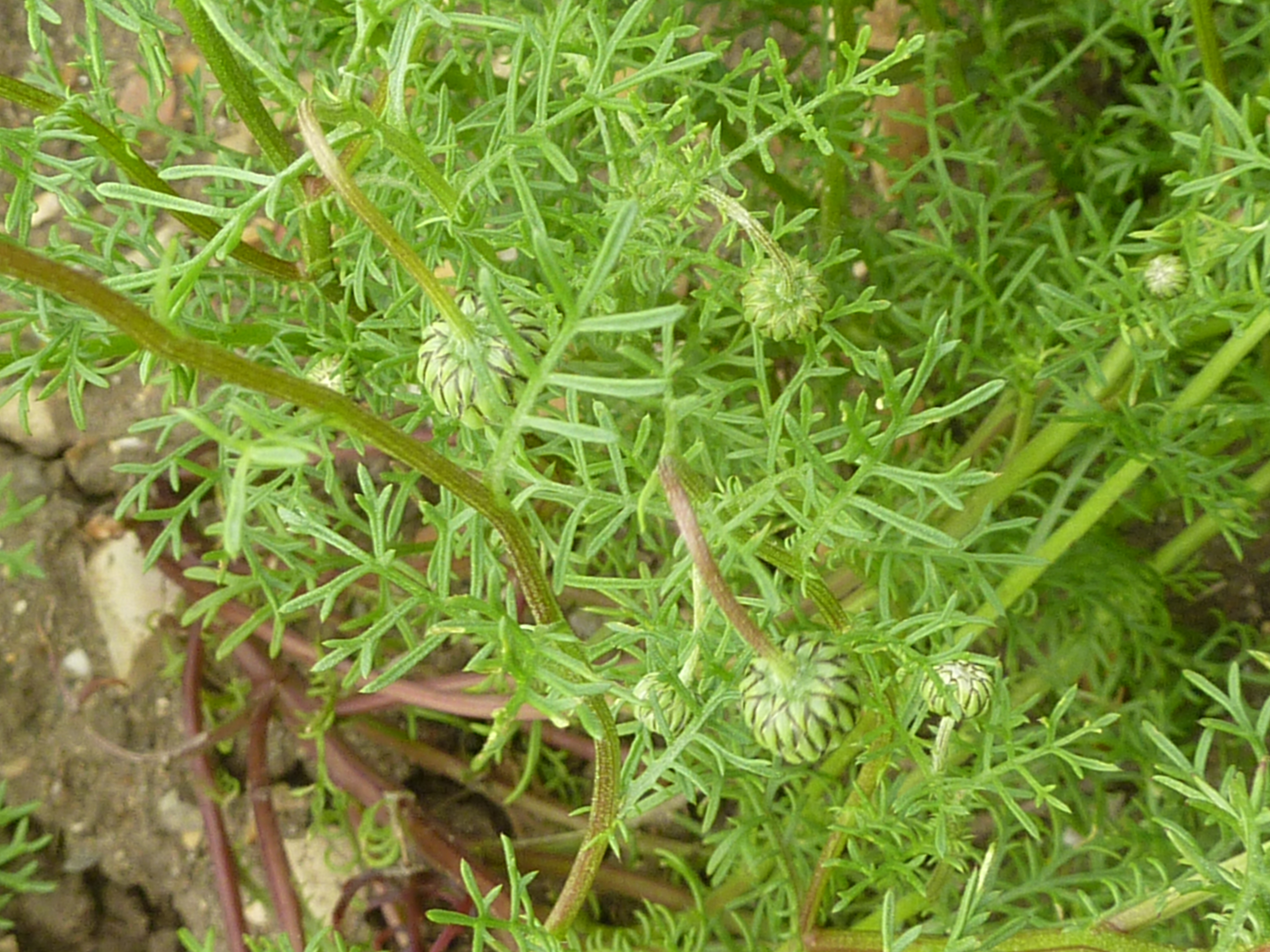
Hojas

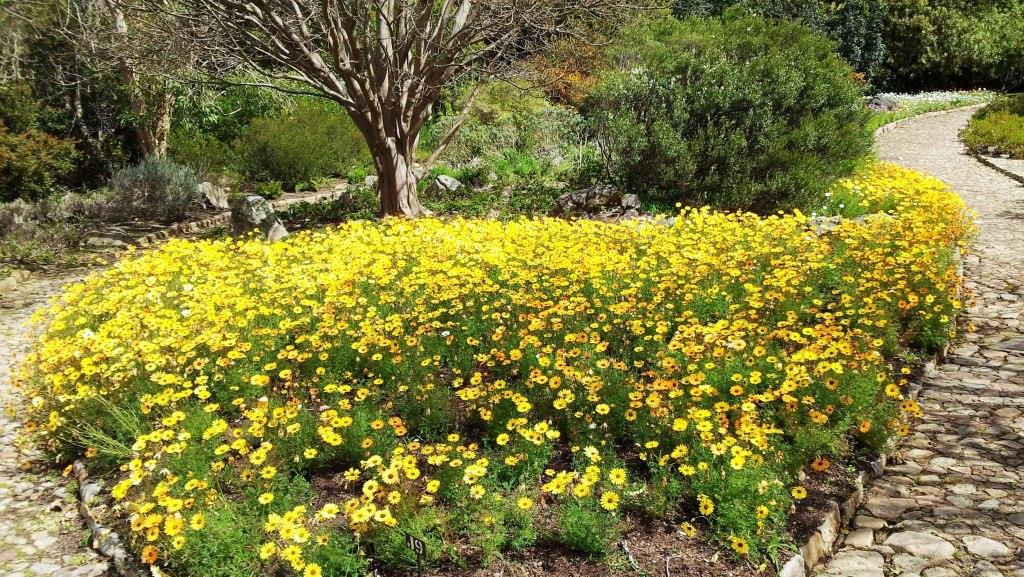
Vista de la planta

## Descripción
Es una planta anual que alcanza un tamaño de hasta 30-45 cm de altura. Las hojas son predominantemente bipinnatisectas (dos veces divididas o lobuladas) y varían entre 20 y 50 mm de longitud. Los lóbulos son lineales. La inflorescencia son cabezas de flores solitarias con un diámetro de 25 a 50 mm y se encuentran en pedúnculos terminales largos (tallos). Las flores liguladas son de color amarillo o naranja y los floretes del disco central son oscuros. Las brácteas involucrales que rodean la cabeza de la flor son verdes con puntas parecidas al papel, redondeadas. Los frutos están coronados por cinco escamas parecidas al papel blanco y de cerdas. La floración se produce entre agosto y octubre.

## Distribución y hábitat
Ursinia speciosa es común en Namaqualand y hacia el sur hasta Hopefield donde frecuenta pistas de arena.

## Ecología
Ursinia speciosa con sus cálidos colores de amarillo o naranja es adecuada para las plantaciones en masa o mixtas en pequeñas o más grandes macizos de flores. Las siguientes plantas anuales pueden propagarse y ser cultivadas en las mismas condiciones, y, normalmente, complementan esta Ursinia muy bien: el delicado azul celeste de Heliophila coronopifolia, Senecio cineraria (salvaje), los multicolores Dorotheanthus bellidiformis, Arctotis hirsuta, el naranja brillante de Dimorphotheca sinuata, Dimorphotheca pluvialis (blanco), el azul brillante de Felicia dubia y el azul de Felicia heterophylla. Otras ursinias anuales que podrían ser útiles incluyen: los amarillos Ursinia anthemoides y Ursinia cakilefolia (naranja o limón).

## Taxonomía
Ursinia speciosa fue descrita por Augustin Pyrame de Candolle y publicado en Prodromus Systematis Naturalis Regni Vegetabilis 5: 690. 1836.
Etimología
Ursinia: nombre genérico que fue otorgado en honor del profesor Johannes Heinrich Ursinus 1608-1667.
speciosa: epíteto latino que significa "llamativa"
Sinonimia
- Arctotis anthemoides L.
- Arctotis anthemoides Thunb. ex Harv. & Sond.
- Arctotis paradoxa Thunb.
- Sphenogyne chrysanthemoides Less.
- Ursinia chrysanthemoides (Less.) Harv.
- Ursinia chrysanthemoides var. chrysanthemoides
- Ursinia chrysanthemoides var. geyeri Prassler
- Ursinia geyeri L.Bolus & Harry Hall[4]